# NBA All-Star Game 1973
L'NBA All-Star Game 1973, svoltosi a Chicago, vide la vittoria finale della Eastern Conference sulla Western Conference per 104 a 84.
Dave Cowens, dei Boston Celtics, fu nominato MVP della partita.

## Squadre

### Western Conference
| Western Conference  |                         |                                            |                                            |                                            |                                            |                                            |                                            |                                            |                                            |
| Giocatore           | Squadra                 | MIN                                        | FGM                                        | FGA                                        | FTM                                        | FTA                                        | RIM                                        | AST                                        | PT                                         |
| Spencer Haywood     | Seattle SuperSonics     | 22                                         | 5                                          | 10                                         | 2                                          | 2                                          | 10                                         | 0                                          | 12                                         |
| Sidney Wicks        | Portland Trail Blazers  | 24                                         | 4                                          | 10                                         | 5                                          | 5                                          | 5                                          | 1                                          | 13                                         |
| Wilt Chamberlain    | Los Angeles Lakers      | 22                                         | 1                                          | 2                                          | 0                                          | 0                                          | 7                                          | 3                                          | 2                                          |
| Nate Archibald      | Kansas City-Omaha Kings | 27                                         | 6                                          | 12                                         | 5                                          | 5                                          | 1                                          | 5                                          | 17                                         |
| Jerry West          | Los Angeles Lakers      | 20                                         | 3                                          | 6                                          | 0                                          | 0                                          | 4                                          | 3                                          | 6                                          |
| Dave Bing           | Detroit Pistons         | 19                                         | 0                                          | 4                                          | 2                                          | 2                                          | 3                                          | 0                                          | 2                                          |
| Bob Lanier          | Detroit Pistons         | 12                                         | 5                                          | 9                                          | 0                                          | 0                                          | 6                                          | 0                                          | 10                                         |
| Bob Love            | Chicago Bulls           | 12                                         | 2                                          | 4                                          | 2                                          | 2                                          | 3                                          | 0                                          | 6                                          |
| Charlie Scott       | Phoenix Suns            | 14                                         | 0                                          | 5                                          | 0                                          | 0                                          | 2                                          | 2                                          | 0                                          |
| Nate Thurmond       | Golden State Warriors   | 14                                         | 2                                          | 5                                          | 0                                          | 0                                          | 4                                          | 1                                          | 4                                          |
| Chet Walker         | Chicago Bulls           | 16                                         | 1                                          | 5                                          | 2                                          | 2                                          | 1                                          | 0                                          | 4                                          |
| Bob Dandridge       | Milwaukee Bucks         | 11                                         | 2                                          | 4                                          | 0                                          | 0                                          | 3                                          | 0                                          | 4                                          |
| Gail Goodrich       | Los Angeles Lakers      | 16                                         | 1                                          | 7                                          | 0                                          | 0                                          | 2                                          | 1                                          | 2                                          |
| Connie Hawkins      | Phoenix Suns            | 11                                         | 1                                          | 5                                          | 0                                          | 0                                          | 2                                          | 3                                          | 2                                          |
| Kareem Abdul-Jabbar | Milwaukee Bucks         | non ha ricevuto l'autorizzazione a giocare | non ha ricevuto l'autorizzazione a giocare | non ha ricevuto l'autorizzazione a giocare | non ha ricevuto l'autorizzazione a giocare | non ha ricevuto l'autorizzazione a giocare | non ha ricevuto l'autorizzazione a giocare | non ha ricevuto l'autorizzazione a giocare | non ha ricevuto l'autorizzazione a giocare |
| Rick Barry          | Golden State Warriors   | infortunato                                | infortunato                                | infortunato                                | infortunato                                | infortunato                                | infortunato                                | infortunato                                | infortunato                                |
| Totale              |                         | 240                                        | 33                                         | 88                                         | 18                                         | 18                                         | 53                                         | 19                                         | 84                                         |
| All. Bill Sharman   | Los Angeles Lakers      |                                            |                                            |                                            |                                            |                                            |                                            |                                            |                                            |

MIN: minuti. FGM: tiri dal campo riusciti. FGA: tiri dal campo tentati. FTM: tiri liberi riusciti. FTA: tiri liberi tentati. RIM: rimbalzi. AST: assist. PT: punti

### Eastern Conference
| Eastern Conference |                     |     |     |     |     |     |     |     |     |
| Giocatore          | Squadra             | MIN | FGM | FGA | FTM | FTA | RIM | AST | PT  |
| John Havlicek      | Boston Celtics      | 22  | 6   | 10  | 2   | 5   | 3   | 5   | 14  |
| Dave DeBusschere   | New York Knicks     | 25  | 4   | 8   | 1   | 2   | 7   | 2   | 9   |
| Dave Cowens        | Boston Celtics      | 30  | 7   | 15  | 1   | 1   | 13  | 1   | 15  |
| Pete Maravich      | Atlanta Hawks       | 22  | 4   | 8   | 0   | 0   | 3   | 5   | 8   |
| Walt Frazier       | New York Knicks     | 26  | 5   | 15  | 0   | 0   | 6   | 2   | 10  |
| Elvin Hayes        | Baltimore Bullets   | 16  | 4   | 13  | 2   | 2   | 12  | 0   | 10  |
| Lou Hudson         | Atlanta Hawks       | 9   | 2   | 8   | 2   | 2   | 2   | 0   | 6   |
| Bob Kauffman       | Buffalo Braves      | 9   | 1   | 2   | 1   | 2   | 1   | 1   | 3   |
| John Block         | Philadelphia 76ers  | 5   | 2   | 4   | 0   | 0   | 2   | 0   | 4   |
| Bill Bradley       | New York Knicks     | 12  | 2   | 5   | 0   | 0   | 1   | 0   | 4   |
| Jack Marin         | Houston Rockets     | 11  | 2   | 6   | 0   | 0   | 4   | 1   | 4   |
| Wes Unseld         | Baltimore Bullets   | 11  | 2   | 4   | 0   | 0   | 5   | 1   | 4   |
| Jo Jo White        | Boston Celtics      | 18  | 3   | 7   | 0   | 0   | 5   | 5   | 6   |
| Lenny Wilkens      | Cleveland Cavaliers | 24  | 3   | 8   | 1   | 2   | 2   | 1   | 7   |
| Totale             |                     | 240 | 47  | 113 | 10  | 16  | 66  | 24  | 104 |
| All. Tom Heinsohn  | Boston Celtics      |     |     |     |     |     |     |     |     |

MIN: minuti. FGM: tiri dal campo riusciti. FGA: tiri dal campo tentati. FTM: tiri liberi riusciti. FTA: tiri liberi tentati. RIM: rimbalzi. AST: assist. PT: punti